# Bobrowiec (Słowacja)
Bobrowiec (słow. Bobrovec, dawniej także Veľký Bobrovec, węg. Nagybobróc) – duża i bardzo stara (pierwsza wzmianka pochodzi z 1231 r.) wieś słowacka (obec), położona nad Jałowieckim Potokiem, 6 km na północ od Liptowskiego Mikułasza, na Liptowie, w kraju żylińskim, w powiecie Liptowski Mikułasz.

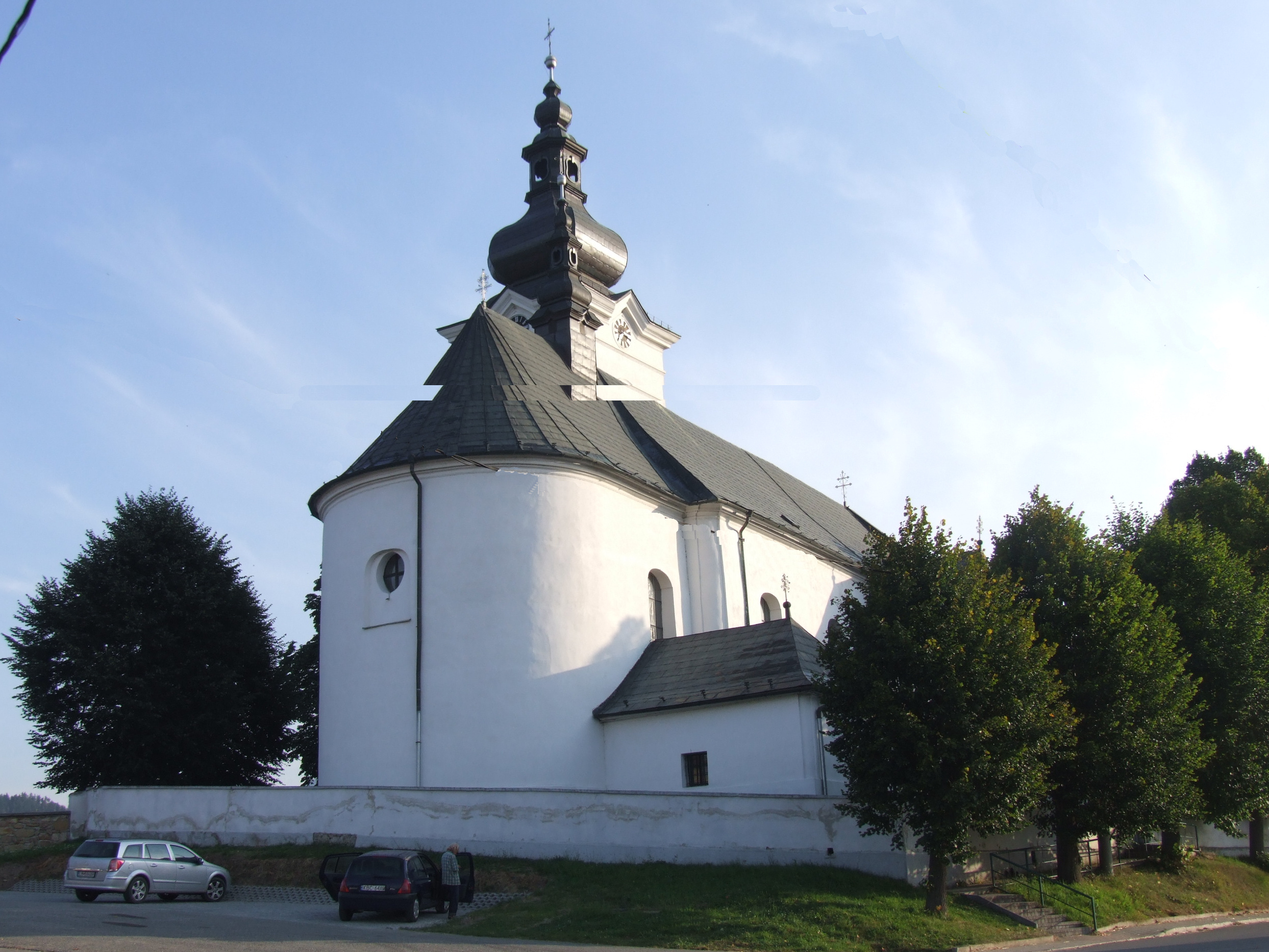
Kościół

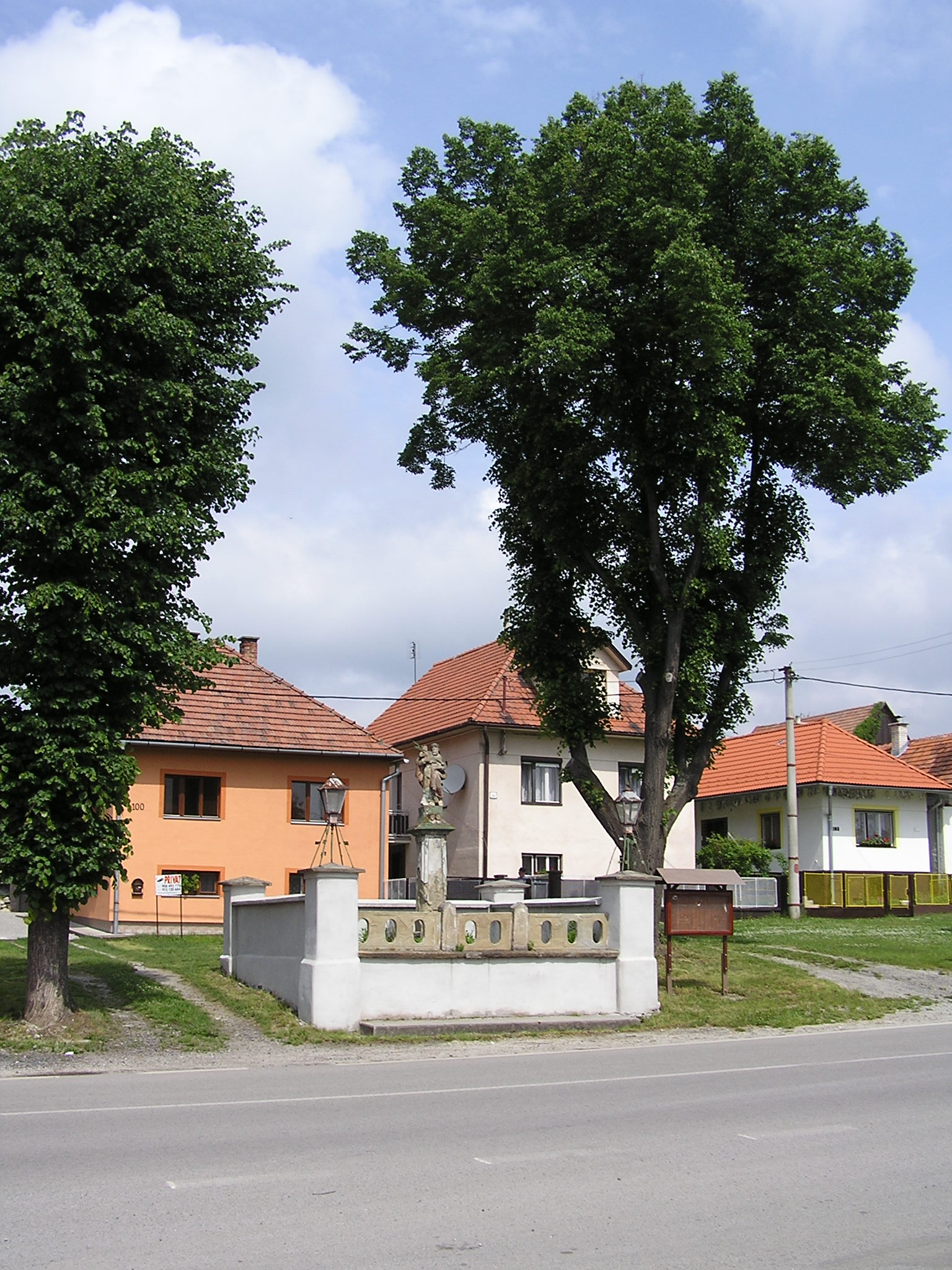
Figura św. Józefa

Wieś ma silnie rozwinięte owczarstwo, znajduje się tu rolnicza spółdzielnia produkcyjna. Bobrowiec w czasie II wojny światowej był jedną z ostoi uciekinierów z Polski; w marcu 1945 r. trwały w niej ciężkie walki o jego wyzwolenie. Najcenniejszym zabytkiem Bobrowca jest czternastowieczny kościół pw. św. Jerzego, przebudowywany w XVI i XVIII w. Przez wieś przebiega droga prowadząca z Liptowskiego Mikułasza do Jałowca (3 km na północ od Bobrowca) i dalej w kierunku Doliny Jałowieckiej (6 km) w Tatrach Zachodnich.